# 美国国立职业安全与健康研究所
美国国立职业安全与健康研究所（英語：National Institute for Occupational Safety and Health，简称NIOSH）是美国国内的一个联邦机构，负责对与工作相关的伤害和疾病进行研究以及提供预防的建议。该研究所隶属美国卫生及公共服务部中的疾病控制与预防中心。
美国国立职业安全与健康研究所的总部设立在华盛顿特区，在俄亥俄州辛辛那提市、西弗吉尼亚州摩根敦、宾夕法尼亚州匹兹堡、科罗拉多州丹佛市、阿拉斯加安克雷奇、华盛顿斯波坎以及佐治亚州亚特兰大都设有其研究实验室与办公室。美国国立职业安全与健康研究所是一个由多个专业组成的机构，内部职工超过1,400人，他们代表多个行业，包括流行病学、医学、工业卫生、安全、心理学、工程学、化学和统计学。目前美国国立职业安全与健康研究所的负责人是约翰·霍华德。
在1970年12月29日理查德·尼克松总统签署了《职业安全卫生条例》，创立美国国立职业安全与健康研究所与职业安全卫生管理局两家机构。创建美国国立职业安全与健康研究所是为了帮助确保安全、卫生的工作条件，通过向职业安全卫生领域提供调查研究，信息，教育与培训。美国国立职业安全与健康研究所通过收集信息，进行科学研究，以及转换在产品与服务中信息，提供出国家级和世界领先的预防与工作有关的疾病，伤害，残疾，与死亡措施。

## 战略目标
美国国立职业安全与健康研究所受约束于一份战略计划书，此计划书是为了达到体制目标与资源分配的目的。此机构有三项总体目标：
- 进行调查研究来降低与工作有关的疾病和伤害
- 通过干预、建议与能力建设来提升安全卫生的工作场所
- 通过国际合作来加强全球工作场所的安全与卫生

这些目标有受到美国国立职业安全与健康研究所全套方案的支持。此方案将机构的工作分成8组，代表不同行业部门。后来方案再细分为24个跨部门小组。

## 职责
美国国立职业安全与健康研究所并非一个监管机构，这与他对应的机构——美国职业安全与健康管理局（OSHA）不同。美国国立职业安全与健康研究所不可以在美国法律下发布强行实施的安全卫生规程。根据《职业安全卫生条例》[29 CFR § 671]，美国国立职业安全与健康研究所的权力有“为安全卫生标准提供建议”、“为有毒材料和有害物质接触的安全水平提供资讯”和“对于新出现的安全卫生问题进行研究”。美国国立职业安全与健康研究所也有可能“进行实地调查（健康危害评估计划）来测定在工作场所使用的有毒材料”以及“通过拨款、合约和其他安排资助其他机构或私人组织进行研究”。
另外，依照1977年采矿安全卫生条例对其的授权，美国国立职业安全与健康研究所可以“对采矿卫生标准向矿山安全卫生管理局提供建议”、“对矿工进行医药监察，包括用胸部X光的方法检测煤矿工人尘肺病状况”、“进行与《职业安全卫生条例》中授权其他一般行业一样的采矿实地检查”以及“个人护具与危害物测量仪器的测试与证明”。

## 出版物
- 《警戒》（Alerts）是此机构出版的，通过它寻求帮助去预防、处理以及控制新发现的职业危害。他们简单介绍了职业伤害、疾病和死亡的风险。
- 《标准文件》（Criteria Documents）包含了美国国立职业安全与健康研究所对于预防职业疾病与伤害的建议。这些文件被上交到职业安全卫生管理局和矿山安全卫生管理局，以供他们制定具有法定效力的安全卫生准则。
- 《当前情报期刊》（Current Intelligence Bulletins）分析有关职业卫生和安全隐患的新信息。
- 国家农业安全资料库网站（National Agricultural Safety Database）由美国国立职业安全与健康研究所发表，其中包含了有关农业卫生和安全的学术性期刊文章与报告的引文和摘要。
- 《恶性事故评估与管理评定（FACE）》（Fatality Assessment and Control Evaluation）公布职业恶性事故数据。这些数据按特定职业和死亡事故的种类发表死亡事故报告。[5]
- 美国国立职业安全与健康研究所电动工具数据库网站（NIOSH Power Tools Database）包含了各式各样常见电动工具的声功率级、声压级和震动数据，这些工具都通过由美国国立职业安全与健康研究所研究员执行的测试。